# 리두균
리두균(1926년 4월 2일 ~ 2012년 8월 31일)은 대한민국의 비전향 장기수이다.

## 생애
충청북도 충주군에 있는 가난한 농가에서 태어났다. 미군정 시기에 좌익 운동에 투신하여 20대 초반이던 1947년 3월에 조선로동당에 입당하였다.1950년에 한국 전쟁이 발발했을 때 조선민주주의인민공화국을 지지하여 유격전에 뛰어들었다가, 전쟁 기간 중인 1952년 4월에 체포되었다.
이때부터 전향하지 않고 비전향 장기수가 되어 수감 생활을 하였다. 한 차례 형기를 마치고 출소하였으나 사회안전법이 제정되면서 1975년에 재수감되었다. 1989년에 사회안전법 폐지를 계기로 재출소하여 총 복역 기간은 약 31년이다.
출감하고서 서울특별시 동대문구에 소재한 경동시장에서 다른 출감 장기수들과 함께 감옥에서 배운 한약 지식을 이용한 탕제원을 운영하면서 생계를 꾸렸다. 2000년 6·15 남북 공동선언에 의거해 조선민주주의인민공화국으로 송환되었고 조국통일상을 받았다. 본래 송환 대상 장기수는 62명으로 집계되었으나 리두균의 송환 의사가 마지막으로 확인되어 63명으로 확정된 바 있다.
2004년에는 《로동신문》에 글 〈조선로동당의 위대성을 소리높이 자랑한다〉를 발표하여 조선로동당과 김정일을 향한 지지를 표명했다. 당 창건 59주년을 축하하는 시 〈나의 어머니이시여〉를 발표하기도 했다.

## 참고자료
- “비전향장기수 리두균의 수기 《조선로동당의 위대성을 소리높이 자랑한다》”. 조선중앙통신. 2004년 4월 18일.